# Leo Ortolani
Leonardo Ortolani, Leo Ortolani  néven ismert (Pisa, 1967. január 14.) olasz karikaturista, különösen a Rat-Man című képregénysorozatról (és később a rajzfilmről) híres.
Ortolani már kiskorától kezdve nagy szenvedélyt mutatott a képregények világa iránt, különös tekintettel Jack Kirby és Stan Lee Fantasztikus Négyes, amely hatással lesz rajzi és történetmesélési stílusára.
Középiskolai tanulmányai befejezése után beiratkozott a Parmai Egyetem Matematikai, Fizikai és Természettudományi Karára, hogy geológiai tudományokból szerezzen diplomát, ami egy másik tapasztalat, amely mélyen megnyomta. Az egyetemi időszakban Ortolani megrajzolta első szereplőit, a geológia témája pedig főműve, a Rat-Man első számainak hívószava lett.